# Knautia nevadensis
Knautia nevadensis är en tvåhjärtbladig växtart som först beskrevs av M. Winkler, Szabó, och fick sitt nu gällande namn av Szabó. Knautia nevadensis ingår i släktet åkerväddar, och familjen Dipsacaceae. Inga underarter finns listade i Catalogue of Life.

## Bildgalleri

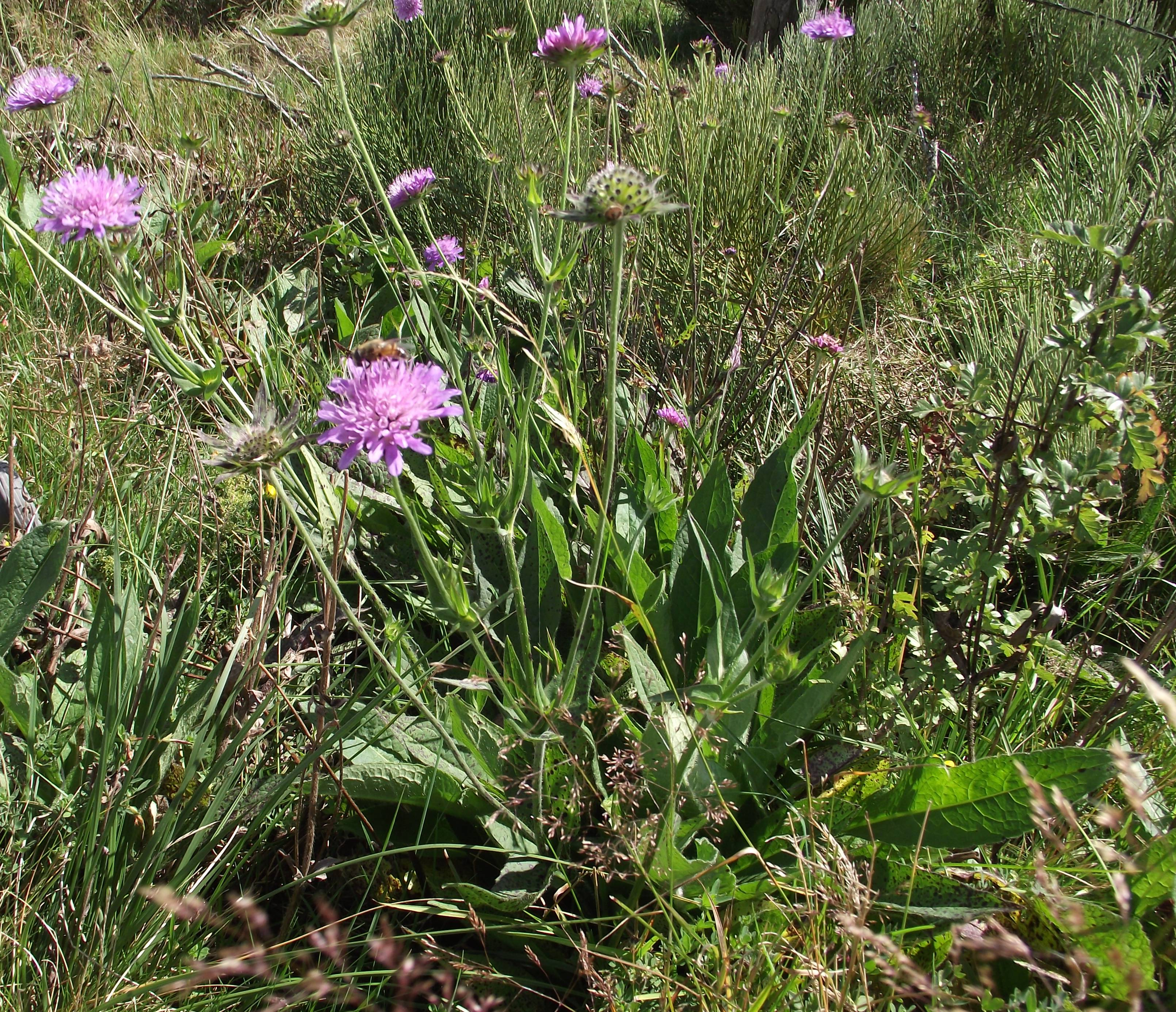
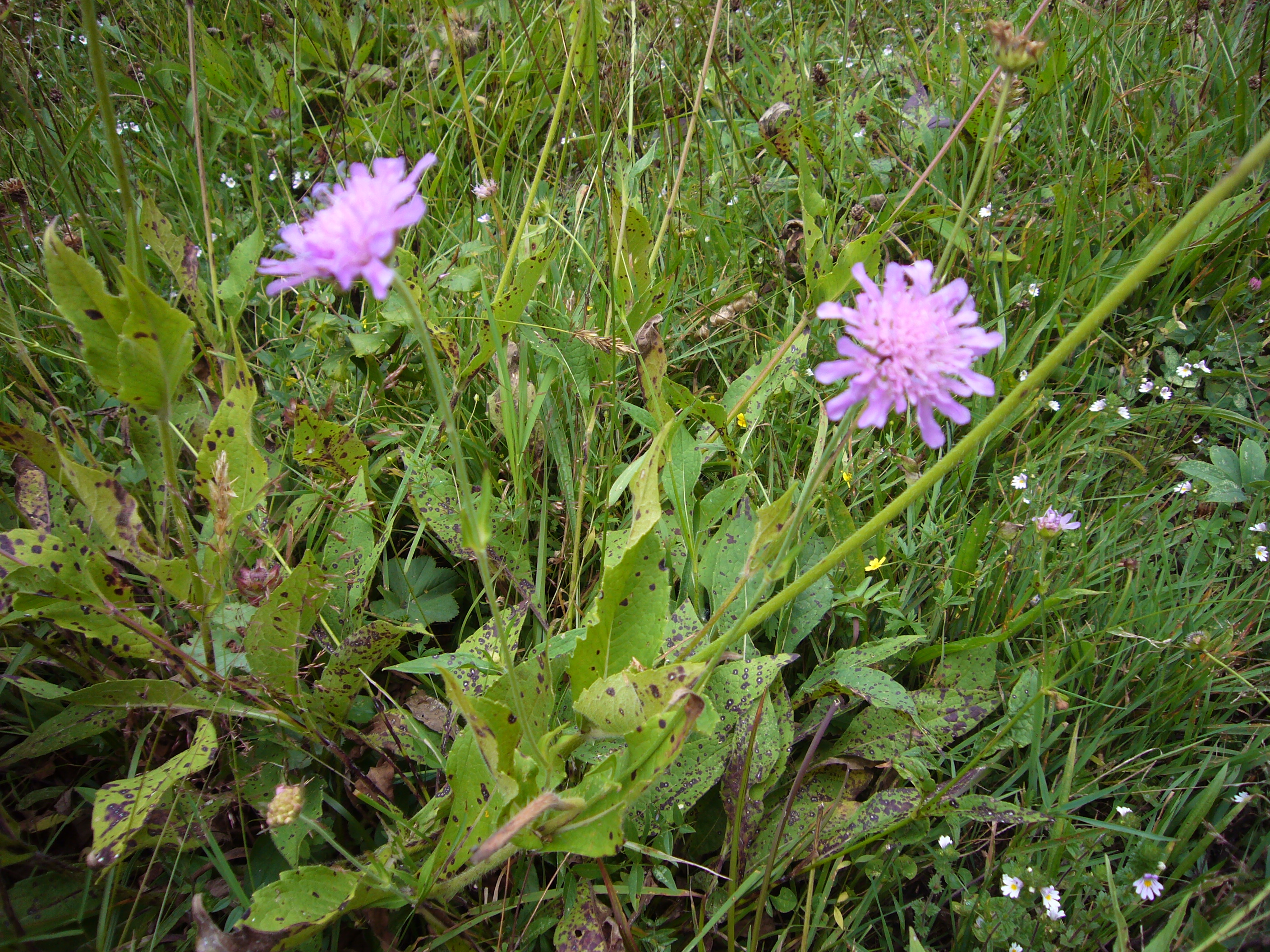